# Metro w Shenzhen

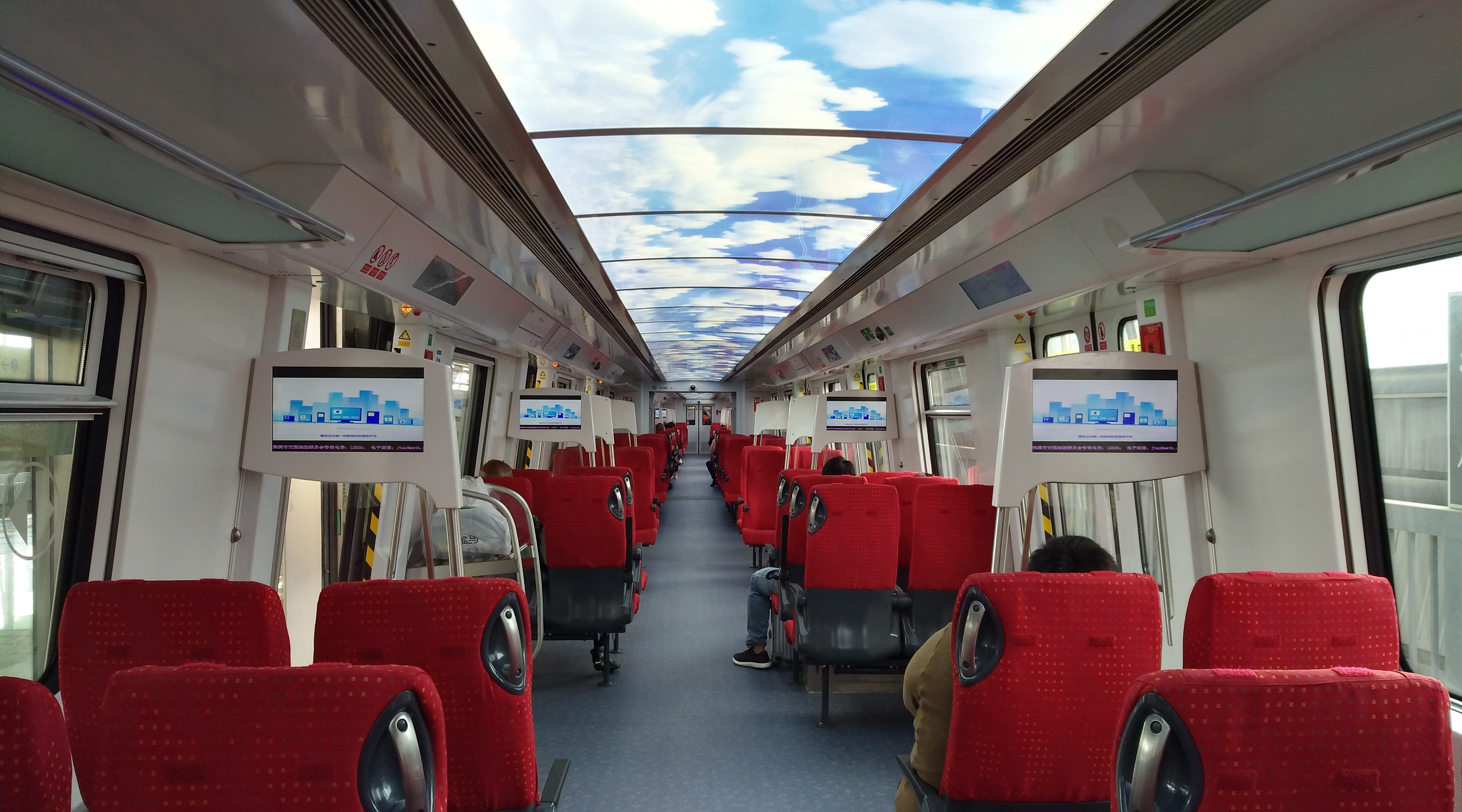
Wagony klasy biznes na linii nr 11

Metro w Shenzhen – system kolei podziemnej w Shenzhen, otwarty w 2004 roku. Na koniec 2019 roku 8 linii metra miało łączną długość około 303 km, dziennie zaś korzystało z nich średnio 5,53 mln pasażerów.

## Historia

### Początki
Uroczyste otwarcie pierwszych dwóch linii metra w Shenzhen, odbyło się 28 grudnia 2004 roku. Łączna długość liczącej początkowo 15 stacji linii nr 1 oraz linii nr 4 obejmującej 5 stacji, wynosiła 21,8 km. W 2007 roku wydłużono linię nr 4 o jedną stację do przejścia granicznego Futian Huanggang, z którego mostem dla pieszych nad rzeką Sham Chun można dotrzeć do końcowej stacji linii metra East Rail Line w Hongkongu. Pod koniec grudnia 2010 roku oddano do użytku dwie nowe linie o numerach 2 i 3. Przed Letnią Uniwersjadą oddano do użytku w czerwcu 2011 roku przedłużenie linii nr 1 do Portu lotniczego Shenzhen, a także 10 nowych stacji linii nr 4, w tym Dworzec Północny (Shenzhenbei), z którego obecnie korzystają koleje dużych prędkości. 22 czerwca 2011 roku uruchomiono linię nr 5, zaś pod koniec czerwca 2011 roku po otwarciu wydłużenia linii nr 2 oraz nr 3 całkowita długość systemu metra w Shenzhen wyniosiła 178 km.

### Dalszy rozwój
W czerwcu 2016 roku oddano do użytku najdłuższą linię o numerze 11, liczącą około 52 km długości, łączącą centrum miasta z Portem lotniczym Shenzhen, mającą w składzie dwa wagony klasy biznes. Pod koniec grudnia uruchomiono nowe linie o numerach 7 i 9. Po wydłużeniu w 2019 roku linii nr 5 oraz linii nr 9, długość systemu metra w Shenzhen pod koniec roku przekroczyła 300 km. W 2020 roku zgodnie z planem mają być oddane do użytku nowe linie o numerach 6, 8 i 10 oraz wydłużenia linii nr 2 i 4, przez co całkowita długość tras osiągnie łączną długość 400 km. Ponadto w trakcie budowy są linie o numerach 12, 13, 14 i 16, które mają być ukończone do 2023 roku, wydłużając system metra w Shenzhen o kolejne 150 km. 

Rozwój metra w Shenzhen od 2004 roku

## Linie

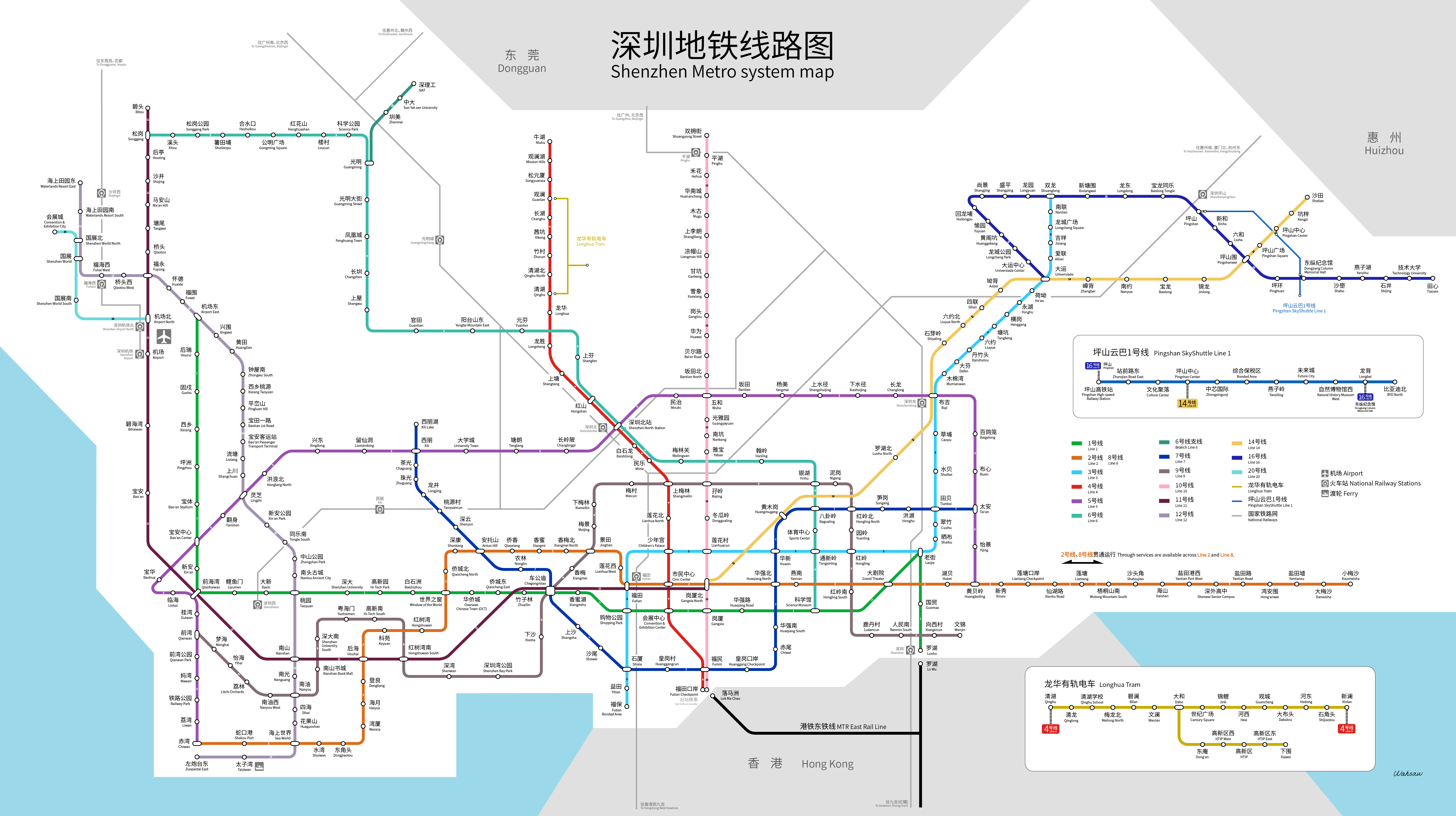
Mapa metra (stan na koniec 2019 roku)

W lutym 2020 roku metro w Shenzhen liczyło 8 linii, ponadto trwały prace nad budową kolejnych 7 nowych linii. 

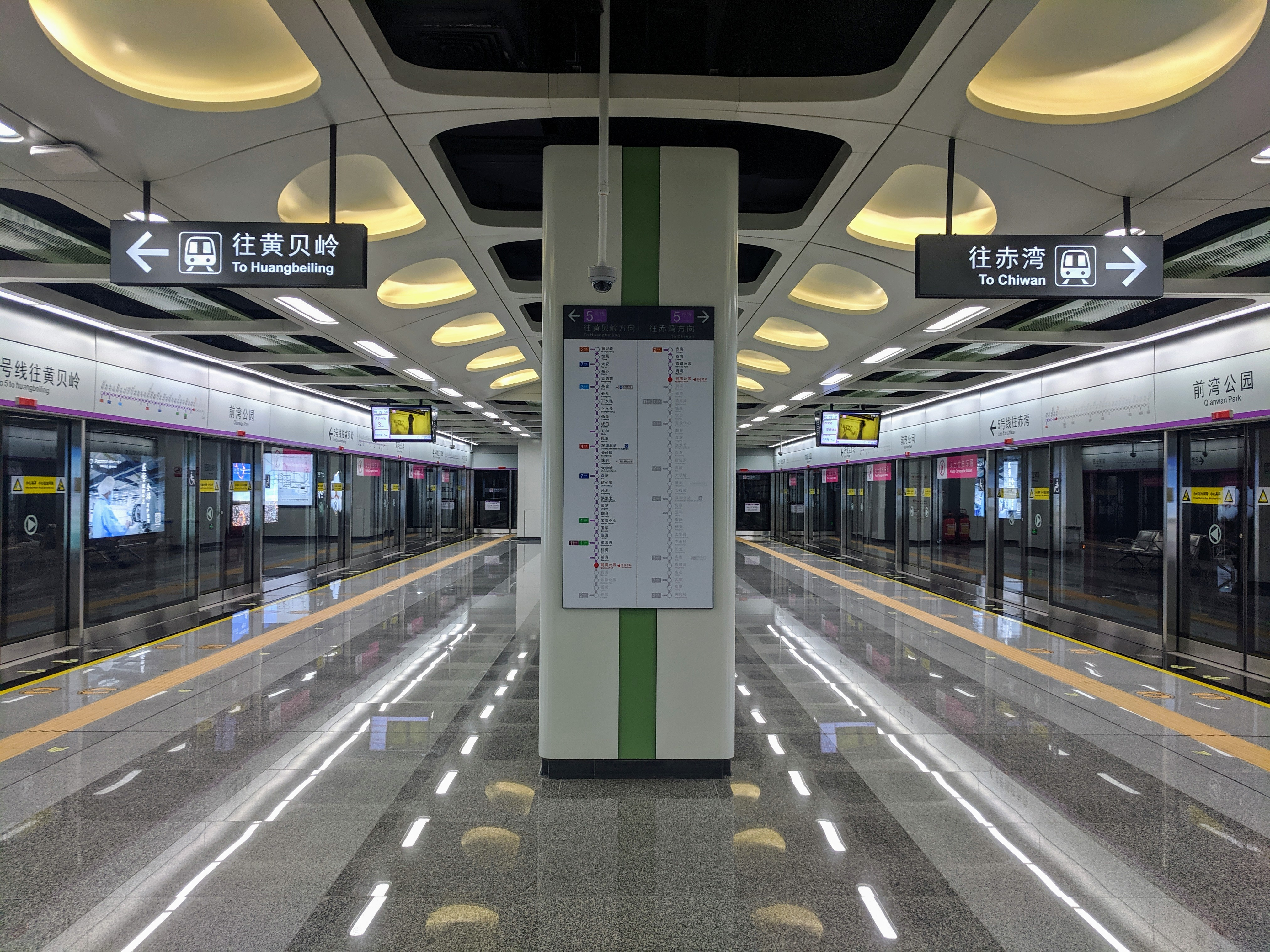
Stacja Qianwan Park

| Linia | Stacje końcowe (dzielnice) | Stacje końcowe (dzielnice) | Data otwarcia | Ostatnia rozbudowa | Długość km | Stacje | Możliwości przesiadki |
| ----- | -------------------------- | -------------------------- | ------------- | ------------------ | ---------- | ------ | --------------------- |
| 1     | Luohu                      | Airport East               | 2004          | 2011               | 41         | 30     | 2 3 4 5 7 9 11        |
| 2     | Chiwan                     | Xinxiu                     | 2010          | 2011               | 36         | 29     | 1 3 4 5 7 9 11        |
| 3     | Yitian                     | Shuanglong                 | 2010          | 2011               | 41         | 30     | 1 2 4 5 7 9 11        |
| 4     | Futian Checkpoint          | Qinghu                     | 2004          | 2011               | 20         | 15     | 1 2 3 5 7 9           |
| 5     | Chiwan                     | Huangbeiling               | 2011          | 2019               | 47         | 34     | 1 2 3 4 7 9 11        |
| 7     | Xili Lake                  | Tai'an                     | 2016          | -                  | 30         | 27     | 1 2 3 4 5 9 11        |
| 9     | Qianwan                    | Wenjin                     | 2016          | 2019               | 36         | 32     | 1 2 3 4 5 7 11        |
| 11    | Futian                     | Bitou                      | 2016          | -                  | 52         | 18     | 1 2 3 5 7 9           |
| Razem | Razem                      | Razem                      | Razem         | Razem              | 303        | 215    |                       |